# Ai Se Eu Te Pego!
Ai Se Eu Te Pego! ([aj sj‿ew tʃi ˈpɛgu], portugiesisch für „Wenn ich dich kriege!“) ist ein Lied des brasilianischen Sängers Michel Teló. Der Song war international erfolgreich und belegte in vielen Ländern Platz eins.

## Hintergrund

### Entstehung
Die Ursprünge des Lieds liegen bei einer Veranstaltung im Jahr 2006 von Sharon Acioly, die da bereits seit vielen Jahren Sängerin und Unterhalterin im Freizeitressort Axé Moi in Porto Seguro war. Sie holte mehrere Studentinnen auf eine Veranstaltungsbühne, die dort gemeinsam vorsangen, und es entstand der Refrain des Liedes, den sie in den kommenden Jahren weiter einsetzte. Acioly hatte bereits mit der Dança do Quadrado einen nationalen Hit gehabt und machte 2008 die Animationsnummer Ai Se Eu Te Pego! zusammen mit Antônio Dyggs zu einem richtigen Lied. Die Band von Dyggs, Meninos de Seu Zeh, machte die erste Aufnahme davon. Durch weitere Versionen von Garota Safada und von Cangaia de Jegue wurde das Lied zu einem regionalen Hit im Nordosten von Brasilien.

### Europaweiter Erfolg
Der Sänger Michel Teló hörte das Lied bei einem Auftritt in der Region und nahm es 2011 für sein zweites Album Michel na Balada auf. Teló hatte zuvor schon einige Hits und machte auch Ai Se Eu Te Pego! zu einem Nummer-eins-Radiohit in Brasilien. Über den Fußball und Spieler, die die Tanzbewegungen zu dem Lied nach einem Torerfolg auf dem Platz nachahmten, wurde das Stück auch in Europa bekannt und wurde nach und nach ausgehend von Spanien ein Nummer-eins-Erfolg in vielen europäischen Ländern (Belgien, Deutschland, Frankreich, Italien, Niederlande, Österreich, Schweden, Schweiz, Slowakei).

### Urheberrechtsfrage
Nach dem Erfolg des Lieds meldeten sich drei Studentinnen, die an der ursprünglichen Entstehung beteiligt gewesen waren, bei Sharon Acioly, um Urheberrechtsansprüche anzumelden. Acioly einigte sich mit den dreien über die Beteiligung als Co-Autoren. Der ursprüngliche Gesang der Studentinnen war aber offenbar auf einer Busreise in die USA ins Disneyland entstanden und es existiert ein Video von der Busfahrt. Drei weitere Teilnehmerinnen der Tour reichten Klage vor Gericht ein, um ebenfalls eine Beteiligung an den Acioly und Dyggs zustehenden Tantiemen zu erhalten. Bis zu einer Klärung wurden die Einnahmen für die Autoren vom Gericht eingefroren. Michel Teló ist von dieser Frage um den Ursprung seines Hits nicht betroffen, da ihm selbst nur die Einnahmen als Interpret zustehen.

## Versionen
Neben den ursprünglichen Versionen aus der Região Nordeste von Brasilien zum Beispiel von Meninos de Seu Zeh, Garota Safada, Cangaia de Jegue und Alexandre Peixe gibt es mehrere Versionen von Michel Teló. Neben seiner ursprünglichen Aufnahme veröffentlichte er auch eine englische Version mit dem Titel Oh, If I Catch You!. Außerdem nahm er einen Remix zusammen mit dem Rapper Pitbull auf.
Weitere Versionen des Liedes entstanden im Zuge des Erfolgs unter anderem von Play & Win, Inna, Daniel Lopes, Nossa Nossa (produziert von Niklas Hermes) und Mic Rola. Hallux feat. Marcus, die Gipsy Rumba Latina Band und die Banda del Diablo brachten das Lied eine Woche vor erscheinen der Teló-Version in Spanien in die Charts und kamen damit auf Platzierungen zwischen sieben und 12. Gerard Joling und Willem Barth nahmen jeweils unterschiedliche niederländische Versionen auf mit dem Titel Dan voel je me beter bzw. Zeg me, die beide in die Top-100-Charts, aber nicht in die Nederlandse Top 40 kamen.

## Kommerzieller Erfolg

### Chartplatzierungen
Michel Teló
| ChartsChartplatzierungen       | Höchstplatzierung | Wochen |
| ------------------------------ | ----------------- | ------ |
| Deutschland (GfK)              | 1 (53 Wo.)        | 53     |
| Österreich (Ö3)                | 1 (43 Wo.)        | 43     |
| Schweiz (IFPI)                 | 1 (47 Wo.)        | 47     |
| Vereinigte Staaten (Billboard) | 81 (12 Wo.)       | 12     |
| Vereinigtes Königreich (OCC)   | 66 (1 Wo.)        | 1      |

| ChartsJahrescharts (2012) | Platzierung |
| ------------------------- | ----------- |
| Deutschland (GfK)         | 1           |
| Österreich (Ö3)           | 1           |
| Schweiz (IFPI)            | 1           |

| ChartsJahrescharts (2010–2019) | Platzierung |
| ------------------------------ | ----------- |
| Österreich (Ö3)                | 85          |

In Österreich ist das Lied das am häufigsten heruntergeladene Stück aller Zeiten (Stand: 15. August 2014).
Nossa Nossa
| ChartsChartplatzierungen | Höchstplatzierung | Wochen |
| ------------------------ | ----------------- | ------ |
| Österreich (Ö3)          | 43 (6 Wo.)        | 6      |

### Auszeichnungen für Musikverkäufe
| Land/Region          | Auszeichnungen für Musikverkäufe (Land/Region, Auszeichnung, Verkäufe) | Verkäufe  |
| -------------------- | ---------------------------------------------------------------------- | --------- |
| Argentinien (CAPIF)  | 7× Platin                                                              | 140.000   |
| Belgien (BRMA)       | 2× Platin                                                              | 60.000    |
| Dänemark (IFPI)      | 2× Platin (Single) · + 3× Platin (Streaming)                           | 60.000    |
| Deutschland (BVMI)   | 3× Platin                                                              | 900.000   |
| Finnland (IFPI)      | Gold                                                                   | 7.423     |
| Italien (FIMI)       | 8× Platin                                                              | 240.000   |
| Kanada (MC)          | Platin                                                                 | 80.000    |
| Mexiko (AMPROFON)    | 7× Gold                                                                | 210.000   |
| Niederlande (NVPI)   | 3× Platin                                                              | 60.000    |
| Norwegen (IFPI)      | 3× Platin                                                              | 30.000    |
| Österreich (IFPI)    | 3× Platin                                                              | 90.000    |
| Schweiz (IFPI)       | 6× Platin                                                              | 180.000   |
| Schweden (IFPI)      | 5× Platin                                                              | 200.000   |
| Spanien (Promusicae) | 4× Platin                                                              | 160.000   |
| Insgesamt            | 2× Gold · 53× Platin ·                                                 | 2.507.423 |